# Phyllanthera nymanii
Phyllanthera nymanii är en oleanderväxtart som först beskrevs av Karl Moritz Schumann, och fick sitt nu gällande namn av Venter. Phyllanthera nymanii ingår i släktet Phyllanthera och familjen oleanderväxter. Inga underarter finns listade i Catalogue of Life.